# Honório da Costa Monteiro Filho
Honório da Costa Monteiro Filho (Goiana, 16 de abril de 1899 – Rio de Janeiro, junho de 1978) foi um pioneiro engenheiro-agrônomo brasileiro. Fez importantes contribuições para o estudo da botânica econômica e a taxonomia das Malvaceae brasileiras.
Foi um importante formador de mão de obra agrônoma responsável pela caracterização da flora brasileira e na criação da Sociedade Botânica do Brasil. Teve importante papel na reforma do ensino agronômico no país e na composição do acervo do herbário do Departamento de botânica da atual Universidade Federal Rural do Rio de Janeiro (UFRRJ).

## Biografia
Honório nasceu na cidade de Goiana, região metropolitana do Recife, em Pernambuco, em 1899. Era filho de Honório e Joana da Costa Monteiro. Em 1919, formou-se como engenheiro-agrônomo pela Escola de Agronomia de Pernambuco. Por volta dessa época, casou-se com Maria do Carmo L. Monteiro, com quem teve 11 filhos, uma delas sendo a também agrônoma Maria do Carmo da Costa Monteiro. Grande apreciador de futebol, anualmente há um campeonato na UFRRJ que leva seu nome, Campeonato de Futebol da Agronomia Honório Monteiro. Era também um cristão devoto, que organizava rodas de leituras bíblicas, atividade pela qual foi agraciado com a medalha Cruz de Ouro Pro Eclesiae et Pontifice, concedida pelo Vaticano, em 1954. 

## Carreira
Na capital, foi professor de física e matemática da Faculdade de Comércio de Pernambuco, de 1920 a 1933, de astronomia, geologia e mineralogia da Escola Politécnica de Pernambuco, da qual foi seu diretor entre 1925 e 1932 e foi diretor da seção de estatística agrícola da Diretoria-geral Estatística de Pernambuco de 1929 a 1933. No final deste mesmo ano, mudou-se com a família para o Rio de Janeiro.
Aprovado em concurso público, Honório foi contratado como professor de botânica da Escola Nacional de Agronomia (ENA), na época sediada na Urca, que viria a integrar a atual Universidade Federal Rural do Rio de Janeiro. A escola está relacionada à criação do Ministério da Agricultura, Indústria e Comércio, em 1909, de modo a estabelecer metas para o desenvolvimento e modernização dos setores agrícolas do país. Nesta época, havia a visão de que a natureza tinha que se submeter aos desígnios humanos e que os recursos naturais deviam ser vistos como recursos econômicos.
Honório esteve envolvimento na criação do Centro Nacional de Ensino e Pesquisas Agronômicas (Cnepa), formado pela ENA, o Instituto de Química Agrícola, o Instituto de Ecologia Agrícola e o Instituto de Experimentação Agrícola, e na construção do campus da Escola Nacional de Agronomia, em novembro de 1938.
No novo campus, Honório tentou diminuir a distância entre a instituição, em Itaguaí e a cidade, criando um ambiente onde pesquisadores poderiam levar a família e ajudou a instalar pesquisadores e novos professores nos arredores, além de ter se envolvido na compra de equipamentos para novos laboratórios e pelo desenvolvimento de linhas de pesquisa e parcerias universitárias. Por conta de seu trabalho em desenvolver o campus e, consequentemente, a região, a prefeitura de Itaguaí lhe concedeu o título de Cidadão Itaguaiense, em 1963.
Boa parte de sua carreira como professor e pesquisador se deu no Departamento de Biologia Vegetal, da UFRRJ, onde fez importantes contribuições para o conhecimento taxonômico não apenas das malváceas, mas em diferentes grupos de plantas de valor econômico alto, como o algodão. Costumava ministrar aulas com as plantas vivas para poder dissecar e examinar os espécimens, também ministrando aulas em trabalhos de campo.

## Sociedade Botânica do Brasil
Desde o final da década de 1940 que havia uma discussão entre os cientistas da época de se criar uma sociedade científica brasileira voltada para a biologia vegetal. As discussões começaram no II Congresso Sul-americano de Botânica, em Tucumán, na Argentina, de 10 a 17 de outubro de 1948, onde 18 botânicos brasileiros que participavam do evento começaram a discutir propostas para a criação de uma sociedade. O botânico João Geraldo Kuhlmann defendeu a criação de uma comissão para estudar a proposta que publicou um manifesto, em 1949.
| “ | Há muito que se faz sentir, nos meios científicos do País, a necessidade da criação de uma sociedade de Botânica, que congregue todas as pessoas interessadas neste ramo da ciência, e tendo por finalidade promover intercâmbio científico entre seus associados e estimular, por todos os meios ao seu alcance, as pesquisas sobre ciência botânica, em qualquer de seus aspectos. | ” |

Honório foi o primeiro secretário da sociedade, eleita após a primeira reunião da comissão na sede da UFRRJ. Vários jornais do Rio de Janeiro relataram a fundação da sociedade e o encerramento da primeira reunião se deu no Ministério da Agricultura, o que mostra a importância dada à criação da sociedade e de seus membros. Em 1948, a Sociedade Brasileira para o Progresso da Ciência havia sido fundada e em 1950 foi fundado o Conselho Nacional de Pesquisa, hoje Conselho Nacional de Desenvolvimento Científico e Tecnológico (CNPq), indicando um maior comprometimento da sociedade e dos governantes da época com a ciência.

## Pesquisa
Seu primeiro artigo foi publicado em 1924, sobre o melhoramento do algodão. Honório tem cerca de 70 publicações sobre revisões taxonômicas, descrições de novos táxons, morfologia de plantas, filosofia, botânica econômice e notas de pesquisa. Por conta do valor econômico, ele se dedicou à taxonomia das malváceas brasileiras, grupo relevante para o fornecimento de fibras têxteis para a indústria.

## Morte
Honório morreu em 1978, na cidade do Rio de Janeiro, aos 79 anos.

## Espécies descritas
Resumo de espécies de plantas descritas por Honório.
- Bakeridesia andradelimae, 1973
- Bakeridesia bezerrae, 1973
- Bakeridesia pickelii, 1973
- Bakeridesia torrendii, 1973
- Melochia sergipana, 1973
- Monteiroa leitei, 1955
- Pavonia ducke-limae, 1973
- Pseudabutilon pintoi, 1974
- Sida allemanii, 1936
- Sida arrudiana, 1936
- Sida cambuiensis, 1977
- Sida grazielae, 1974
- Sida macaibae, 1968
- Sida macropetala, 1968
- Sida marabaensis, 1968
- Sida odorata, 1936
- Sida petropolitana, 1967
- Sida pires-blackii, 1968
- Sida pseudopotentilloides, 1949
- Sida rodrigoi, 1967
- Sida salzmannii, 1969
- Sida sampaiana, 1967
- Sida santaremensis, 1936
- Triumfetta sampaioi, 1938